# Ketovo
Ketovo (en rus: Кетово) és un poble de l'óblast de Kurgan, a Rússia, que el 2015 tenia 8.310 habitants. És seu administrativa del districte homònim.